# XX Волопаса
XX Волопаса (лат. XX Boötis) — одиночная переменная звезда в созвездии Волопаса на расстоянии приблизительно 6100 световых лет (около 1871 парсека) от Солнца. Видимая звёздная величина звезды — от +12,4m до +11,8m.

## Характеристики
XX Волопаса — белая пульсирующая переменная звезда типа RR Лиры (RRAB) спектрального класса A2. Масса — около 0,53 солнечной, радиус — около 5,25 солнечных, светимость — около 46,394 солнечных. Эффективная температура — около 6576 K.